# Amblyonema terdentatum
Amblyonema terdentatum ist eine Art der Spulwürmer und einziger Vertreter der Gattung Amblyonema. Er ist ein Parasit beim Australischen Lungenfisch (Neoceratodus forsteri).

## Merkmale
Amblyonema terdentatum hat eine brüchige Kutikula mit sehr feiner Querstreifung. Der Mund wird von drei Lippen umgeben, von denen kleine zarte und transparente Falten (Prälabialflügel) nach vorn ausgehen. Die breiten Lippenzwischenräume werden durch seitliche Kutikula-Anhänge (Labialflügel) ausgefüllt. Diese sind kleiner als die Lippen selbst, ragen aber etwa 30 µm in das Innere der Mundhöhle. Der Pharynx ist 60 µm lang und in zwei Abteilungen untergliedert. Der 20 µm lange vordere Abschnitt, aus einem Konus äußerer Muskulatur gebildet, trägt an der Innenseite einen dreizackigen Kutikula-Zahn. Die Amphiden sind sehr groß. Der Außenring wird durch acht Papillen gebildet. Der Ösophagus ist länglich und geht nach einer Engstelle (Isthmus) in den Bulbus über. Der Nervenring liegt im vorderen Viertel des Ösophagus. Die großen Deiriden ragen deutlich über die Oberfläche. Die Exkretionspore liegt etwas hinter der Mitte des Ösophagus.
Weibchen sind 12,5 mm lang und 0,5 mm dick. Der Ösophagus ist 1,65 mm lang. Der Nervenring liegt 0,43, die Deiriden 0,66 mm und die Exkretionspore 0,95 mm hinter dem Vorderende. Der Schwanz ist mit 0,29 mm kurz, hat einen kurzen Anhang (Mucron) und trägt 80 µm vor der Spitze zwei Chemorezeptoren (Phasmiden). Die Vulva liegt 7,7 mm hinter dem Vorderende. Der Ovijektor zieht schräg nach vorn und setzt sich in die 0,4 mm lange, muskulöse Vagina fort und diese in den 0,45 mm langen unpaaren Uterus. Die Eier haben im Ovijektor eine Größe von 160 × 75 µm und enthalten bereits eine Larve.
Männchen sind 10,25 mm lang und 0,45 mm dick. Der Ösophagus 1,8 mm lang. Der Nervenring liegt 0,48, die Deiriden 0,71 mm und die Exkretionspore 0,95 mm hinter dem Vorderende. Das Hinterende trägt eine kräftige muskulöse Struktur aus 66 Muskelpaaren, die 3,8 mm vor dem Schwanzende beginnt und vor der Kloake endet. Der Schwanz ist mit 0,16 mm sehr kurz, der Endfaden kaum sichtbar. Er trägt 19 Papillen und 2 Phasmiden. Die beiden Spicula sind gleich und 0,35 mm lang, das Gubernaculum 0,1 mm.
Die Gattung Amblyonema ähnelt am meisten der Gattung Falcaustra, Unterschiede sind die in die Mundhöhle reichenden Labialflügel, der stark kutikularisierte Pharynx, der sehr kurze Schwanz der Männchen und die Architektur der Spicula.